# 伊勢神道

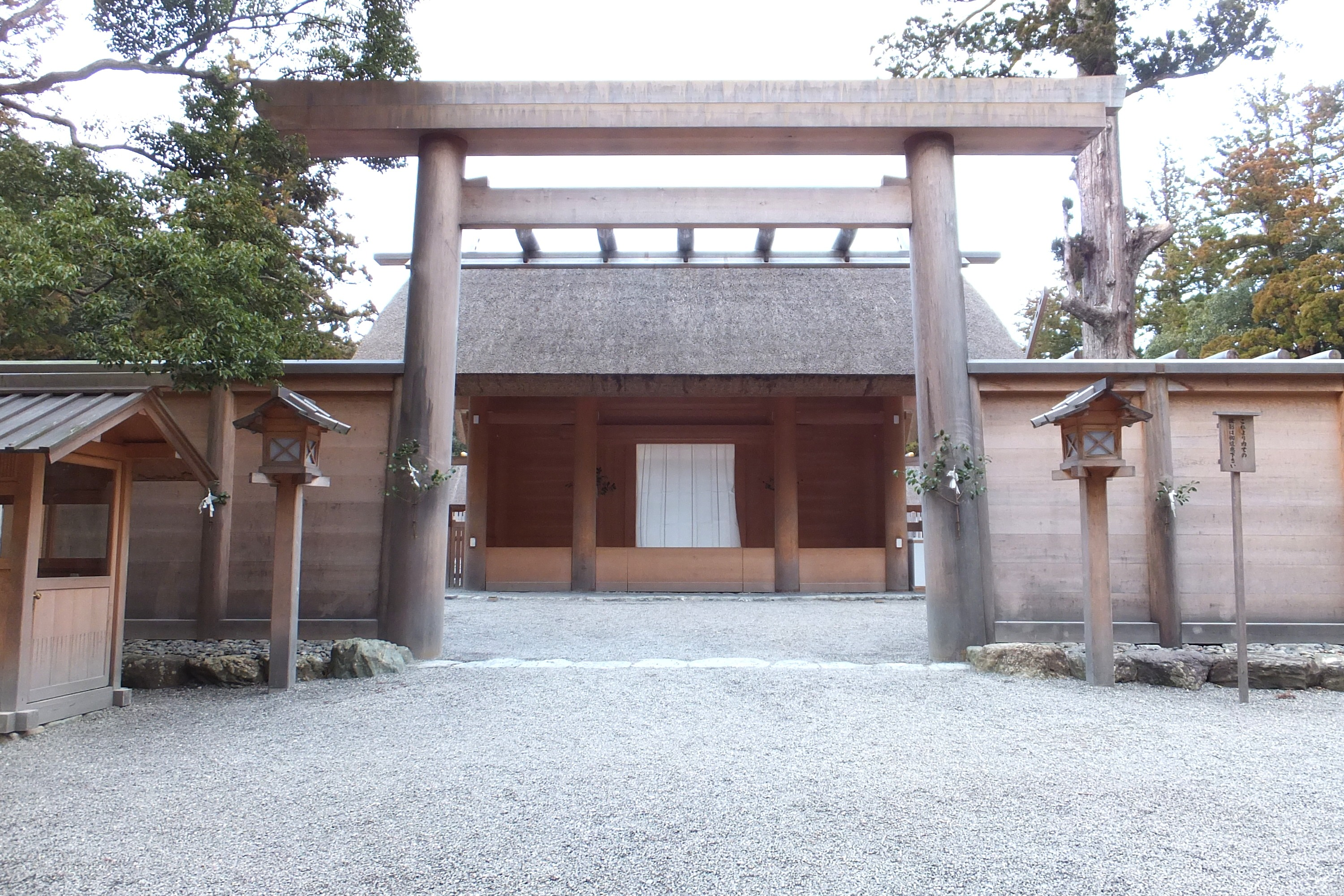
伊勢神宮外宮（豊受大神宮）

伊勢神道（いせしんとう）とは、伊勢神宮で生まれた神道の思想。外宮の神職（度会氏）の間で唱えられるようになった。このため、度会神道・外宮神道ともいう。

## 概要
鎌倉時代後期に、それまでの両部神道や山王神道などの本地垂迹説とは逆に、反本地垂迹説（神本仏迹説）が勃興するようになり、その影響で、伊勢神宮の外宮の神官である度会行忠や度会家行によって、伊勢神道が唱えられた。伊勢神道は、『神道五部書』（偽書とされる）を根本経典とする。また、儒教・道教思想の要素も含まれた最初の神道理論とされる。
その教説は、外宮の祭神を天御中主神や国常立尊とする祭神論を展開し、外宮の内宮に対する地位引き上げを目指すとともに、神国思想を強調して、「正直」と「清浄」を神道の二大徳目として掲げるものである。上述の通り、仏教、儒教、老荘思想、陰陽五行説などの諸思想を巧みに取り入れつつ、神道古典や伊勢神宮の古伝承に基づいて理論を構築した。伊勢神道の理論の構成には、中国思想の影響が多分に感じられるが、絶対神の存在を強調することで、神を仏の上位におき、反仏、排仏の姿勢を示したのである。
伊勢神道の思想は、伊勢神宮で行われてきた祭祀が基盤となって成立したものであり、古代より神道において行われている祭祀の中に溶け込んでいた「祭としての思想」が、中世に入り自覚化され、外来宗教の思想を手段として論理化されたものである。
伊勢神道は、鎌倉時代・室町時代を前期、江戸時代を後期とする。代表的な神道家として、創唱者の度会家行のほか、出口延佳などがあげられる。

## 思想と教説

### 前期伊勢神道

#### 祭神論
伊勢神道の思想は、まず祭神論に特徴がある。外宮の祭神である豊受大神を、天地開闢に先立って出現した天之御中主神や国常立尊と同一視して、内宮の祭神である天照大神をしのぐ普遍的神格（絶対神）とし、内宮に対抗することを図った。それまで、外宮の豊受大神は、内宮の天照大神に奉仕する御饌津神とされていたが、度会氏は『神道五部書』を根拠に、外宮を内宮と同等、あるいはそれ以上の権威あるものとし、伊勢神宮における外宮の地位の引き上げを目指した。また、内宮を火徳、外宮を水徳と位置付け、五行説における「水克火」に基づいて外宮を優先させることを図り、邇邇芸命の母である萬幡豊秋津師比売命を豊受大神の孫神と位置づけ、豊受大神を皇孫の系譜に組み込んだ。さらに、豊受大神を水神と見る立場から、豊受大神と天照大御神との関係が水火から陰陽、日月へと展開され、日月が「幽契」によって宇内を照らすのと同じように、伊勢両宮が並んで鎮座すると主張された。このような伊勢神道の内宮と外宮の同格化の論理は、内宮と外宮を胎蔵界と金剛界の両部に比定して内外宮を同格化した両部神道の影響を受けて成立したものである。
ただ、伊勢神道において外宮の祭神が天御中主神や国常立尊と同一視されたのは、単に外宮の地位の引き上げを目指しただけのものではなく、世界の根源を求める志向の中で、宇宙開闢の最初に現れた根源神として天御中主神や国常立尊を捉え、そこから世界の根源を求めようとする志向に基づくものであった。五部書の一つ『宝基本紀』には、「大元神、国常立神と曰ふ。…虚にして霊なる有り。一向に体なし。故に広大の慈悲を発し、自在の神力において種々の形を現はし、種々の心行に随つて方便利益を為す。顕るゝ所の名は大日?貴と曰ひ、亦天照太神と曰ふ」とあり、姿形のない虚である根源神として国常立が据えられ、その神力によって現された現世の種々の形が天照大御神であるとされ、天照大御神が根源神の方便的な現象として捉えられている。また、伊勢神道において外宮の祭神が天御中主神から国常立尊へと比重が移っていくことは、伊勢神道が縁起性を脱却し、普遍的教説の確立へと性格を変えていくことに対応しているとも指摘されている。

#### 正直・清浄
また、祭神論の他、神道における二大徳目として「正直」と「清浄」が掲げられて、これを中心とした倫理観と道徳観を展開し、祭祀の厳修と斎戒、解除（はらえ）を重視する思想が説かれた。「清浄」は、禊や祓といった形で神道の伝統の中で中心となってきた観念であるが、伊勢神道の教説において、肉体的な罪穢れの問題から人間の心の問題に発展し、心の清浄をいかにして得ることができるかという問題になった。五部書の一つ『倭姫命世記』では、天照大御神から倭姫命への託宣という形で「神は垂るるに祈祷を以て先と為す。冥は加ふるに正直を以て本と為せり」「日月は四州を廻り、六合を照らすと雖も、須く正直の頂を照らすべし」と述べられており<>、神からの加護を得るための心持ちとして「正直」の精神が強調されている。『宝基本紀』にも、「神を祭るの礼は、清浄を以て先と為し、真信を以て旨と為す」とあり、神を祭る人間の清浄さが重視されるとともに「人は乃ち天下の神物なり。静謐を掌るべし。心は乃ち神明の主たり。心神を傷ることなかれ」とも述べられており、神が人の心中に宿るものとした上で、神を祀る人間の心の重要性が説かれている。この正直や清浄の精神とは、『倭姫命世記』に「左の物を右に移さず、右の物を左に移さずして、左を左にし、右を右にし」と表現されている通り、人為を加えずにただ神意のままに従うということを意味している。また、創生の原点に立ち戻ることで精神を浄化する「元々本々」の精神も語られた。『倭姫命世記』には、「元（はじめ）を元として元の初に入り、本を本として本の心に任せよ」とあり、『宝基本紀』には、「神道は則ち混沌の境を出で、混沌の始に帰る」とあるなど、「はじめの状態」を重んじる思想が説かれている。これは、大神出現・鎮座の原初に立ち戻り、違うことなく行われる式年遷宮の繰り返しという祭儀から実感された思想である。

#### 神国思想
また、伊勢神道においては皇統の無窮、神宮の尊貴性、三種の神器の尊厳を強調して神国思想が説かれ、日本に住む上下万民の全てが神の子孫であるとする「万民神胤観」が説かれた。『倭姫命世記』には、「大日本国は神国なり。神明の加被に依りて国家の安全を得。国家の崇尊に依りて、神明の霊威を増す」とあり、日本は神国であると述べられている。この神国論は、これまで盛んであった王法仏法相依論の仏法を神道に置き換えたものであり、王権の崇敬によって、神道の神々が王権を守護することを述べたものである。さらに『宝基本記』には人が「神明の光胤を種（つ）ぐ」ものと述べられて、全ての人々が神の子孫であるとされ、伊勢神道で重んじられた『神皇実録』にも、伊勢神宮が「君臣の高祖」と述べられている。伊勢神道では、日本の神国たる所以を、国土および上下万民が神胤であるという点に求めたのである。

#### 神仏関係論
神道と仏教の関係性については、神と仏、神道と仏教を峻別し、対比させることで神道の独自性を述べようとする姿勢が見られる。その一方で、全体として反本地垂迹説的な主張は非徹底であった。度会家行においては、神の、釈迦と山王に対する本迹関係を認めており、伊勢神道においては神と仏の本迹関係の克服は大きな問題意識となっておらず、本地垂迹説に対しての正面からの論難はしていない。本格的な神本仏迹説は後代の吉田神道の登場を待たなければならなかった。

#### 度会家行による大成
これらの前期伊勢神道の思想を集大成したのが、度会家行であった。家行は『類聚神祇本源』を著して宋学、老荘、仏教など多様な書物を引用しつつ伊勢神道を体系化し、「機前論」と呼ばれる教義を説いた。『類聚神祇本源』の冒頭部に「志す所は、機前を以て法と為し、行ふ所は清浄を以て先となすなり」とある通り、世界が生成される以前の混沌状態を指す「機前」を最上の価値として重んじ、かつそれが我が心の本源であり、そこに神の本質があるとした上で、機後の世界においても機前の純粋性を保つための実践として「清浄」を維持することを説いたものである。その清浄については、「或は正直を以て清浄と為し、或は一心不乱を以て清浄と為す。或は生を超え死を出づるを以て清浄と為し、或は六色の禁法を以て潔斎の初門と為すものなり」と述べ、様々な意味づけを与えている。また、「遍一切処の元神、機興るときは則ち生ず。是を有相と名づく。縁謝（た）ゆるときは即ち滅する。是を無相と名づく。生は本無生なれば、生相は即ち無相也。滅は又無滅なれば、滅相は即ち有相也、有相無相の名号は、唯是れ具徳の表裏也。」と述べ、有相（現象）と無相（現象を越えること）の区別を立て、神は有も無も超越する存在であるとすることにより思想としての深化を図った。

### 後期伊勢神道
江戸時代に生じる後期伊勢神道は、出口延佳によって大成された。延佳は、主著『陽復記』において「玉串を持ち、神語となふる事等は祭庭などの儀式、是れも亦神道の一事にして尤も重しとする所なり。されど此の事ばかりを神道とおもふは天を管の穴よりのぞきたるにひとし」と述べて、神職の祭儀作法などは神道の最重要な事柄であるとしながらも、それだけが神道ではないとした上で、「それ神道と云ふは、人々日常の間にありて、一事として神道にあらずと云ふ事なし。君神道を以て下にのぞみたまふ時は仁君なり。臣神道を以て君につかへ奉るときは忠臣也。…其の外飲食するにも神道あり。手を挙ぐるにも、足を挙ぐるにも神道あらずと云ふことなし」と述べ、神道の本質は日本人が日常生活で当然行うべき道であり、自分の立場の中で自らの職分を真っ当に行う「日用の道」であるとした。
神道と他宗教の関係については、仏教については「中世より神道の名をかりて両部習合などとし、神明をかすめて我が仏とする事は仏法の流の弊」と述べて、中世以来の神仏習合を強く批判する一方、当時隆盛していた儒教については「此の神語の中、一字として儒の旨にかなはずと云ふ事なし。しかりとて儒書を以て神語と名付け、偽りて書きたるにてはなし。漢学をかりて和国の神慮をのべたるもの也」「儒と習合の神道にはあらず。おのづからかなひたる所は捨てがたし」として神道と儒教との一致を説きつつ、あくまで必要に応じて、一致する部分だけは取り入れて、神道と完全に習合してしまうことには反対した。そして、「理は異国の理、我が国の理とて二つなけれども、法は形にあらはれたるものなれば差別あり」と述べ、神道も仏教も儒教も究極には共通する普遍の理があるとしたが、法や制度は各国に形として異なって現れるので、日本人は日本の律令や格式、そして皇室を重んじなければならないとし、儒教や仏教についてもあくまで神道の「羽翼」として補助的に用いるべきだとした。
また、『陽復記』には「誰も心を鏡の如くせば、吾心則天御中主神・天照大神に同じからんか。…心は神明の舎と云へば、もとより人々の心に神はやどりましませども、くらましたる心は、舎の戸を閉ぢたるごとく、又鏡にさびうき塵積りたるに同じ。急ぎ神明の舎の戸を開き、鏡のさび塵をさるべき」という一節もあり、人の心は神から頂いた分霊であり、これを清らかな状態に保ち、神と同じ境地に達することを神道的な修養として説いた。
また、伊勢神宮は皇室の祖先神を祀る宗廟であるから、庶民が容易に参拝するべきではないとする意見に対しては、「祭り」と「祈り」を区別し、「祭り」は天皇の命令により行われる公的なものであるが、「祈り」は天下万民に許されているもので、誠の心を込めた祈りには、必ず神々の恵みがあると説いた。
後期伊勢神道は、上述のほか、近世期の複数の外宮神官らにより提唱された。外宮神職であった中西直方は、『神道安心物語』を著して神道に基づく死生観を説き、死後には地獄も極楽もなく、ただ神に帰すだけとする思想を説いた。外宮禰宜の河崎延貞は、『宝永十条』を著し、外宮と内宮を同格とする二宮一光説を改めて強調し、神道五部書の価値を称揚した。大宮司家の小田成胤は、『大八洲図説』などを著して、陰陽説に基づく独特の神道説を説いた。また、前述の河崎延貞の子の度会常彰は、『神道明弁』などを著して、儒学に傾倒する世情を批判し、祭政一致の我が国のあり方を力説した。さらに、外宮神官の家に生まれた龍煕近は、『神国決疑編』などを著して「神仏符号」の立場をとり、中世的な伊勢神道の思想の継承につとめた。

## 歴史

### 鎌倉時代
古代が終焉して中世に入ると律令制度が弛緩し、古代において行われていた律令祭祀や朝廷祭祀が途絶え始めるとともに、朝廷の衰微に伴い有力神社が国家からの経済的保護を失いはじめた。神宮も例外ではなく、朝廷から神宮へ派遣されていた斎宮の制度は、元弘元年（1333年）に式子内親王の代で途絶し、神宮の新田や神戸、神郡などからの神税収入も律令制の崩壊によって得られなくなった。こういった状況の中で、存在基盤が動揺しはじめた神職らの間に強い危機感が生じ、彼らが神祇の祭祀について神秘的な権威づけを行い、記述を行いはじめたことが伊勢神道という形で体系的な神道説が形成される一つの社会的背景となった。また、中世に入って各神社が神仏習合に基づいて神話を再解釈する中世神話が勃興し始め、自己の祭神の優位性を喧伝して古代の最高社格であった伊勢神宮を相対化し得る動きが活発になっていく中で、改めて神宮の尊貴性を唱導し主張する必要性が生じたことも、伊勢神道の成立の背景となった。他方で、元寇勝利後の神風伝説に基づく神宮の権威の高まりや、中世以降の神宮御師による布教活動で神宮御厨が増加するなど、神宮の存在が全国的に注目されるようになったことも、伊勢神宮において体系的な神道論が形成される一つの要因となっている。
こういった状況の中で、仏僧による伊勢神宮への信仰も高まり、僧侶の伊勢参詣が増加する。その中で、彼らは密教的な論理や教理に基づいて伊勢神宮を論じる両部神道を形成していった。両部神道においては、内宮が胎蔵界、外宮が金剛界とされ、両者が平等の地位に置かれたことから、外宮の神職らがこの両部神道の影響を受ける形で伊勢神宮の外宮と内宮の同格を説く伊勢神道を形成していったのである。その比較的早いのものが、鎌倉時代初期から中期にかけて成立した『倭姫命世記』と『造伊勢二所大神宮宝基本紀』であり、両部神道を援用しながら外宮の祭神を天之御中主神や国常立尊に比定し、両宮の地位を同格とすることを図るとともに、「正直」や「清浄」を徳目とする教義を説いた。
このようにして成立した伊勢神道が、さらに発展するきっかけとなったのが永仁4年（1296年）に生じた「皇字論争」である。外宮が豊受大神宮の社号に「皇」の字を付け加えたことから、その是非を巡って内宮と外宮が論争になった事件である。この論争において、外宮の中心となった度会行忠が上述の書物を取り上げた上で、さらに神道五部書のうちの『次第記』『伝記』『本紀』の三書を撰述して外宮側の論拠とし、伊勢神道の典籍を世に広げ、伊勢神道が広がることとなったのである。
この後、伊勢神道は、神仏習合の教義をとらない様々な神道説に絵影響を与えていく。

### 南北朝時代・室町時代
南北朝時代には、伊勢神道が体系化されるようになった。度会行忠の後を継いで神宮の一禰宜となった度会家行は、『類聚神祇本源』などの著作を著して「機前論」を唱えるなど伊勢神道の教義を体系化した。家行は、神道家としての活動のみならず、南北朝の内乱における南朝側の支援や、伊勢神道の普及活動も行い、南朝の忠臣として知られる北畠親房とも交流した。親房は伊勢神道の影響を受けて『神皇正統記』などを著し神国思想を唱導した。また、天台宗の僧であった慈遍も伊勢神道の影響を受けて神道思想を提唱し、神道が根本であり儒教がその枝葉で、仏教が果実であるとする「根本枝葉果実説」を唱えて神道中心の三教観を提唱するとともに、天皇の君主像を述べて神道における政治論を確立した。同時期に、同じく外宮祠官の度会常昌も『服仮令』の著述や慈遍の『旧事本紀玄義』の序文執筆を担当するなど、伊勢神道の拡張に積極的な活動を行なった。
しかし、室町時代に入ると吉田兼倶が中世神道説を集大成した吉田神道を開き、上流階級を中心に受容されていったことから、伊勢神道は吉田神道に圧倒されるようになった。吉田兼倶は、自らが吉田神道の拠点とした大元宮斎場所に、伊勢両宮の神が降臨したとの夢告を空海より受けたなどと主張して吉田神道の中に伊勢神宮を取り込んだため、伊勢神宮の祠官らは吉田神道に抗議して対抗したが、吉田神道は神祇界の中心となっていった。

### 江戸時代
江戸時代に入ると、伊勢神宮では出口延佳（度会延佳）が出て、『陽復記』や『大神宮神道或問』などを著して伊勢神道の教学の復興を図った。また、江戸時代には諸社禰宜神主法度で吉田家の全国の神社の管轄が認められたり、廃絶した神祇官の代わりとなる神祇官代が吉田神社に置かれるなど、吉田家が神社界を支配する状況となっていたが、延佳は『神敵吉田兼倶謀計記』などを著して吉田神道を批判した。延佳はまた、神宮に関する典籍を集成して保存・公開をすることを目的とした豊宮崎文庫を外宮の近くに設置して神宮の一般への普及を図っている。延佳は、垂加神道を創始した山崎闇斎など著名な神道家を含む多数の人物に影響を与えた。
延佳の跡を継いだのは、子の出口延経（度会延経）である。延佳は、主に思想面を重視して学問を行なったのに対して、延経は国学者らしい実証的・文献的な学問を行った。延経は、中世の戦乱で廃退していた殿舎の再整備など、神宮復興に向けた実践的な活動も行なっている。その他、河辺精長、松木智彦、河崎延貞らが神宮祭儀の復興や摂社・末社の再興など実際的な活動を展開している。
江戸時代中期に入ると、実証的学問に基づいて神道や神道古典を研究する国学が隆盛するようになる。国学者の一人である吉見幸和は、厳密な考証に基づいて『五部書説弁』を著し、伊勢神道の教典である神道五部書がその奥書においては古代の成立となっているにも拘らず、実際には中世に入ってから製作されたものであることを見抜き、これらを偽書と判定して伊勢神道を批判した。この他にも、儒教や仏教を神道と習合することを批判した多くの国学者から伊勢神道は攻撃を受けるようになり、勢力は衰退していった。そして、幕末に入ると平田篤胤が創始した復古神道が神道界を圧巻するようになる。
明治4年(1871年）、太政官布告により神職の世襲制が廃止され、外宮祠官を世襲してきた度会氏も解任されたことにより、一勢力としての伊勢神道は終焉した。

## 神道五部書

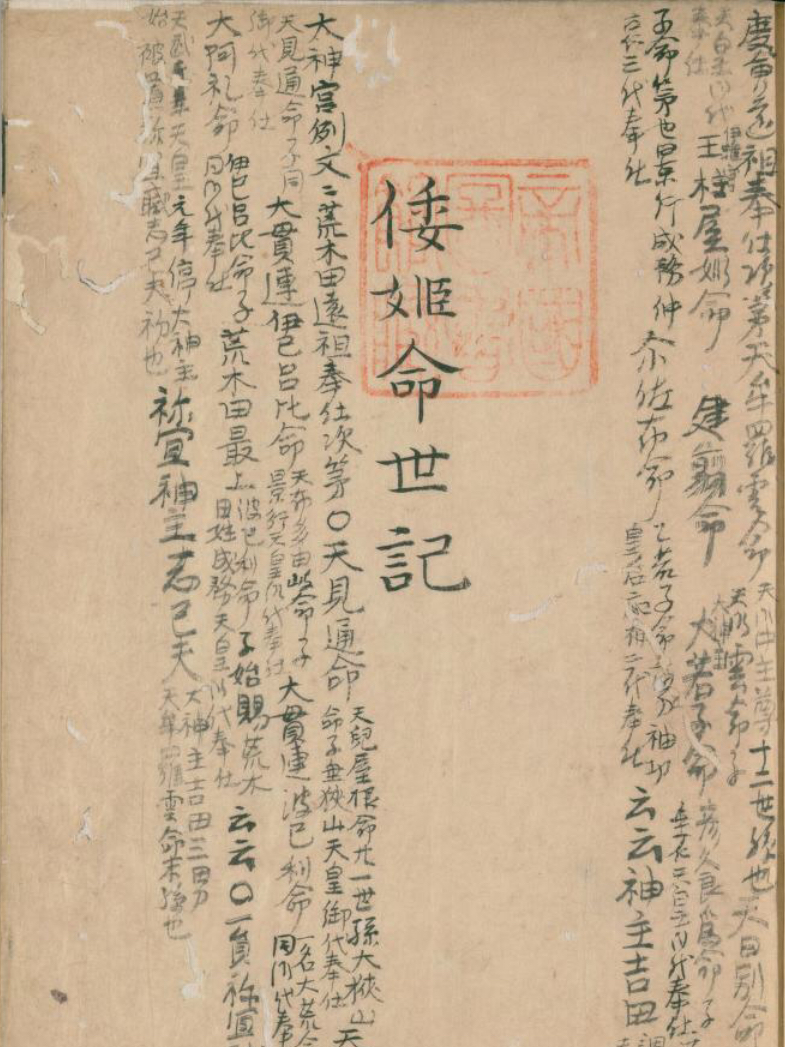
伊勢神道の経典の一つ『倭姫命世記』（1769年／明和8年に書写されたもの）

（一）天照坐伊勢二所皇太神宮御鎮座次第記
（あまてらしますいせにしょこうたいじんぐうごちんざしだいき）
略して「次第記」とも呼ばれる。永仁3年（1295年）以前の成立。伊勢両宮の祭神の神格と鎮座に至る歴史を記したもの。
（二）伊勢二所皇太神宮御鎮座伝記
（いせにしょこうたいじんぐうごちんざでんき）
略して「伝記」とも呼ばれる。弘安8年（1285年）以前の成立。伊勢両宮の鎮座の経緯を示す。
（三）豊受皇太神御鎮座本紀
（とようけこうたいじんごちんざほんき）
略して「本紀」とも呼ばれる。『御鎮座伝記』と同時期の成立。外宮の鎮座の経緯などが示され、内宮と外宮の関係が述べられている。
（四）造伊勢二所太神宮宝基本紀
（ぞういせにしょだいじんぐうほうきほんき）
略して「宝基本紀」とも呼ばれる。鎌倉時代初期成立。五部書の中で最も早く完成した。先の三書が歴史的な記述を主とするのに対して、この書は教義的な内容が主張されている。千木や棟など、両宮の建築物の形状に関して神秘的な解釈を加えていることが本書の特徴である。
（五）倭姫命世記
（やまとひめのみことせいき／やまとひめせいき）
鎌倉時代初期から中期に成立。『宝基本紀』に次いで完成した。日本書紀によると、倭姫命は11代垂仁天皇の皇女で、天照大神（あまてらすおおみかみ）の御杖代（みつえしろ）として各地を巡行し、伊勢の地で神宮を創祀した。「神道五部書」の一つであるこの書には、度会（わたらい）郡（度会町、大紀町、玉城町、南伊勢町）を中心とする倭姫命の足跡が数多く記されている。この教典は、『宝基本紀』とともに教義的な内容が明確に主張されている。成立は中世であるが、編述に際しては神宮の古伝承が包摂されたと考えられており、江戸時代の国学者御巫清直の研究により、神宮の古記録をまとめた『大神宮本記』をもとに作られた『大同本記』に依拠して著述されたと推定された。近年では『倭姫命世記』の作者が依拠した古伝承の範囲も確かめられつつあり、五部書の中では最も研究が進んでいる。

## 伊勢神道家
- 度会行忠
- 度会家行
- 度会常昌
- 出口延佳
- 与村弘正
- 龍煕近
- 河辺精長
- 中西信慶
- 中西直方
- 出口延経
- 小田成胤
- 河崎延貞
- 喜早清在
- 松木智彦
- 久志本常彰
- 田中頼庸